# Willistonina bilineata
Willistonina bilineata är en tvåvingeart som först beskrevs av Samuel Wendell Williston  1883.  Willistonina bilineata ingår i släktet Willistonina och familjen rovflugor. Inga underarter finns listade i Catalogue of Life.